# Hakea erecta
Hakea erecta är en tvåhjärtbladig växtart som beskrevs av B. Lamont. Hakea erecta ingår i släktet Hakea och familjen Proteaceae. Inga underarter finns listade i Catalogue of Life.